# Narodni park Namib - Naukluft
Narodni park Namib - Naukluft je največje zavarovano območje v Namibiji in osmo največje na svetu.
Po predhodni razglasitvi od leta 2009 združuje posamezne narodne parke, kot so Obala okostij, Namib - Naukluft in  Dorob, kanjon Ribje reke in morski rezervat Meob - Chamais.
Dolgoročno bo to narodni park, ki bo skupaj z načrtovanim Ljudskim parkom Kunene in Narodnim parkom Etoša eden največjih narodnih parkov na svetu.

## Lega in površina
Narodni park se razteza vzdolž celotne 1570 km dolge obale Namibije od reke Oranje na jugu do reke Kunene na severu. Narodni park doseže širino 25 km na najožji točki ob Obali okostij do 180 km v osrednjem delu pogorja Naukluft. Njegova površina je 10.754.000 hektarjev in je ob številnih uradnih in neuradnih zasebnih in s koncesijami zavarovanih območjih.
Na severu meji na Narodni park Iona v Angoli, na jugu na Narodni park Richtersveld v Južni Afriki. Skupaj sestavljajo čezmejni narodni park.

## Upravna območja
Narodni park je zaradi svoje velike površine razdeljen v upravne regije (območja upravljanja):
- Narodni park Obala okostij
- Narodni park Dorob (z narodnim rekreacijskim območjem Zahodna obala)
- Narodni park Namib - Naukluft
- Narodni park Meob - Chamais
- Zaprto območje

Poleg tega še:
- kanjon Ribje reke in ǀAi-ǀAis Richtersveld, čezmejno zaščiteno območje

### Obala okostij
Narodni park Obala okostij je na severozahodu Namibije ob angolski obali oziroma reki Kunene do Swakopmunda. Park je bil ustanovljen leta 1971 in meri 16.845 km². Geološko je velik del obale star do 1,5 milijarde let in so tu najstarejše kamnine na Zemlji. Hladen Benguelski morski tok ustvarja gosto meglo, ki je nevarna za ladje. Na obali ležijo njihove razbitine in številne kosti kitov, ki so nasedli ali so posledica lova v preteklosti.
Vhod v park je nekaj kilometrov severno od milje 108 pred reko Ugab, ki je pred izlivom v morje izdolbla slikovit kanjon v plasti marmorja, dolomita in skrilavca. Park sestavljajo prodnate površine in sipine.

### Narodni park Dorob
Osrednji del, območje med Walvis Bayem in Swakopmundom na obali Namibije je Narodni park Dorob.
V obdobju južnoafriškega uprave je bil ustanovljen kot naravni rezervat Kitov zaliv (Walvis Bay), park je izgubil svoj status leta 1994 ko je pripadel Namibiji. Njegova razglasitev je bila načrtovana, vendar se je v letu 2008 preimenoval v Narodni park Dorob. Vključuje ozemlja pristanišča Sandwich in narodnega  rekreacijskega območja zahodne obale.

## Namib - Naukluft
Upravljavec je Ministrstvo za okolje in turizem. Prvič je bilo območje razglašeno kot narodni park 1. avgusta 1979. S površino 49 768 km² je največje zaščiteno območje v Namibiji.
To je ekološko varstveno območje v najstarejši puščavi na svetu, puščavi Namib. Na severu meji na Obalo okostij z Narodnim rekreacijskim območjem Zahodna obala in na jugu na zaprto območje nahajališč diamantov. V parku je tudi pogorje Naukluft, ki doseže 1965 m nadmorske višine. Vzhodno od parka je 2000 km² veliko zasebno zaščiteno območje, naravni rezervat Namibijsko višavje (NamibRand).
Kot narodni park je največji rezervat v Afriki. V njem živijo številne živali, ki so prilagojene sušni puščavi. Med njimi so kače, gekoni (Gekkonidae), nenavadne žuželke, hijene, pasana (Oryx gazella), skokonoge gazele, noji in šakali.

### Zgodovina
Park je nastal z združevanjem različnih rezervatov. Da bi zaščitili Hartmannovo gorsko zebro, je leta 1968 iz kmetije Naukluft  nastal Zebrin park Naukluft. Leta 1970 je bil na zahodu urejen koridor. 1. avgusta 1979 je bil združen del prepovedanega diamantnega območja št. 2 in puščavski park Namib s površino 23.340 km². Sedanjo razširitev na 49.768 km² je park dosegel z razširitvijo na celotno diamantno območje št. 2 in del zaprtega območja št. 1. Ta razširitev parka sega na jug do meje z Južno Afriko, kjer izkoriščajo diamantna nahajališča.
Območje je bilo prvotno razdeljeno v štiri regije:
- Namib
- Pogorje Naukluft
- Sesriem/Sossusvlei
- pristanišče Sandwich

### Namib
Redka potrebna vlaga v puščavi, predvsem kot posledica megle z Atlantskega oceana, prinese zelo malo padavin, le okoli 63 mm (l/m²) letno, še največ od februarja do aprila. Ostra meja med severno, sivo, prodnato puščavo in južno, oranžno, peščeno puščavo je reka Kuiseb blizu Walvis Baya, ki priteče v Atlantski ocean. Na prodnih ravninah raste slavna velbičevka. Stalni jugozahodni veter, ki prinaša meglo v puščavo, ustvarja velike peščene sipine, katerih temnooranžna barva je tudi jasen znak njihove starosti. Obarvanje je posledica oksidacije železovih ionov, ki jih vsebuje pesek. Te sipine so med najvišjimi na svetu, lahko so visoke do 300 metrov nad ravnjo puščave. Sipine se širijo k obali in od nje, kar ustvarja lagune in močvirja ob atlantski obali, ki so raj za nešteto ptic različnih vrst.
Do sipin je mogoče iz Sesriema, od sedeža parka. Od tam vodi pot do Sossusvleia, kjer reka Tsauchab konča v puščavi. Med reko Kuiseb in južno mejo ceste pri Lüderitzu ni nobene druge poti, ki bi vodila v rezervat. Samo prodnato ravnico med reko Swakop in Kuiseb na severu prečka nekaj poti.
Ogled je mogoče tudi z majhnim letalom ali balonom iz Swakopmunda, Walvis Baya in Windhoeka.

### Naukluft
V Naukluftu pade v povprečju 195 mm dežja letno (največ 500 mm/leto), kar je mnogo več kot v puščavi, kar ustvarja bujno rastlinstvo, ki se ohranja tudi v sušnem obdobju. Gore sestavlja porozni dolomit, značilni so globoki kanjoni in nastalo je idealno pohodniško območje. Podobno kot v Waterbergu tudi tukaj vodoodporna plast ob vznožju gora omogoča različne izvire na približno isti višini.
Pogorje Naukluft je dostopno po pohodniških poteh. Dve možnosti sta: oljčna pot (Olive trail) in pot po vodni soteski (Waterkloof trail). Skupna dolžina planinskih  poti je 120 km in so najzahtevnejše v južni Afriki.

## Meja območja
Meja upravnega območja se začne v severozahodnem delu ustja reke Kuiseb, južno od Walvis Baya in po reki približno 30 km proti vzhodu. Potem teče po Velikem robu in vzporedno z obalo na severu do reke Swakop in reke Khan, nato teče približno 15 km na severovzhod, vzhod, prečka Swakop in se spusti za gorovjem  Dolgi Heinrich (Langen Heinrich) na jug. Vključena je tudi cesta Welwitschia. Dalje proti jugu meja poteka čez prelaz Kuiseb, prelaz Gaub in zahodno od majhnega naselja Solitaire skozi riviero Tsondaba in se konča v Namibu. Nato teče meja čez pogorje Nubib in Naukluft okoli Sesriema in kratkotrajne reke Tsauchab. Meja nadalje poteka čez hrib Bushman (1609 m nadmorske višine) in goro Chowaga (2063 m nadmorske višine) in je zahodna meja naravnega rezervata Namibijsko višavje (Namib Rand). Potem se meja premakne rahlo proti vzhodu južno od gore Tiras v široko ravnino reke Koichab, jo prečka na jugozahodu in sledi zahodno od Ausa vzporedno s cesto B 4 proti Lüderitzu. Približno 30 km pred Lüderitzem se meja parka usmeri 75 km naravnost proti severu, od tam pa naravnost proti zahodu do Atlantskega oceana, kjer je še vedno majhen del prepovedanega diamantnega območja.

## Meob - Chamais
Območje med rtoma Meob  in Chamais (angleško Meob-Chamais Islands' Marine Protected Area) je od 2. julija 2009 prvi morski in otoški rezervat ob obali Namibije. 
Območje se razteza od zaliva Meob severno od obalnega mesta Lüderitz do 400 km južno do rta Chamais in 30 km v Atlantski ocean. Vključuje 10 otokov in osem drugih čeri. Površina meri skoraj 20.000 km².
Morski rezervat je namenjen predvsem za zaščito enkratne narave, živali in rastlin z več kot 14 vrstami morskih ptic, pingvinov (Spheniscus demersus) in največjo kolonijo obalnih kormoranov (Phalacrocorax neglectus) na svetu.
Zavarovano območje ob namibijski obali, tudi pristanišče Sandwich in laguna Kitov zaliv, je predvideno za vpis v svetovno dediščino.

## Zaprto območje
Zaprto območje (prej Diamantensperrgebiet A) se nanaša na pristanišče Lüderitz in okoliško regijo ob namibijski zahodni obali Afrike, ki se razteza od reke Oranje na južni meji narodnega parka Namib - Naukluft. Območje diamantov ima skupno površino okoli 26.000 km². Območje prečka cesta B4 in zajema obalni del obale diamantov, imenovane gora Klinghardt in mesto Rosh Pinah v južnem delu. Leta 2008 je bilo območje z omejitvami na površini 26.000 km² razglašeno za narodni park.
Na tem območju velja Avgust Stauch (rojen 15. januarja 1878 v Ettenhausnu/Suhlu, umrl 6. maja 1947 v Eisenachu) za odkritelja nahajališča diamantov v bližini mesta Lüderitz v nekdanji nemški koloniji v Jugozahodni Afriki, zdaj Namibiji. Leta 1908 je ob gradnji železnice Lüderitz–Seeheim naključno našel diamante. Ustanovili so nekaj nemških diamantnih podjetij, ki so mesto izkopavanja razdelili na parcele, in matično diamantno rudarsko družbo. V tem času so ustanovili naselbine, kot je Kolmanskop (afrikansko zgodovinsko uradno Kolmannskuppe ali Kolmanskuppe) ali zdaj Elizabetin zaliv (Elizabeth Bay, portugalsko Golfo de Santa Estevão; nemško Elisabethbucht– zaliv in nekdanje Elizabetino pristanišče (Port Elizabeth),  1908–1950 diamantno rudarsko mesto), ki ga danes lahko občudujemo le kot mesto duhov. Leta 1920 je bilo diamantno območje izčrpano in so ga prodali Ernestu Oppenheimerju, ustanovitelju podjetja za rudnike diamantov (Consolidated Diamond Mines of South West Africa). Pozneje se je preimenovalo v skupino De Beers. Izpopolnila je rudarjenje, ga razširila čez prvotno odkrito območje na sever in še posebej na jug. Da bi preprečili nelicenčno, nenadzorovano rudarjenje diamantov, je bilo celotno območje razglašeno za zaprto območje, razen mesta Lüderitz in njegove glavne ulice.
Pridobivanje diamantov je bilo bolj industrializirano in izpopolnjeno z uporabo nove opreme, ki je povzročila velike spremembe, a tudi poškodovala puščavske pokrajine. Na zaprtem območju so bili namreč enkratni habitati velike znanstvene vrednosti.
Ko se je izkopavanje diamantov vse bolj selilo k izlivu reke Oranje, so bile odpravljene stroge omejitve dostopa in območje je bilo razglašeno za Narodni park zaprtega območja. Rudarsko mesto Oranjemund, ki ga je ustanovila skupina De Beers, ga tudi upravlja in je odprt za javnost.